# Tú y yo (canción de Thalía)
«Tú y yo» es una canción y sencillo de la cantante mexicana Thalía. Fue elegido como el primer sencillo del álbum homónimo. La canción fue escrita por Estéfano y Julio Reyes. La versión en inglés se puede escuchar en el juego de EA Sports, NASCAR 07. Con este sencillo, Thalía vuelve a dominar las primeras posiciones siendo esta producción, conjuntamente con los sencillos «Entre el mar y una estrella» y «No me enseñaste», una de sus más exitosas producciones de toda su carrera.

## Escritura
La canción fue escrita por Estéfano y Julio Reyes. La canción habla acerca de la relación amorosa entre dos personas, la cual resulta ser muy excitante.

## Video musical
El video musical de «Tú y yo» fue dirigido por Antti Jokinen y filmado en el Bronx, Nueva York. En el vídeo, Thalía canta en las calles, visitando tiendas de música, tocando la guitarra y manejando una moto. El vídeo, en su primera versión, fue cantada solo por ella (Ya que luego se editó con Kumbia Kings). Esta versión del video fue transmitido en México y en MTV 3 en mayo de 2002. El mismo año hizo la segunda versión del video con Kumbia Kings.

## Rendimiento
La canción entró rápido al top de varios países como México, Argentina, España, Bolivia y en general Latinoamérica.
En México se dio un caso especial, ya que en menos de 3 semanas ingreso al top 10, ascendiendo hasta llegar al número 1.
En el Billboard Hot Latin Tracks la canción debutó en el #63 y en la tercera semana de mayo entró al top 10, mas no fue hasta la segunda semana de julio que ocupó el #1 por tres semanas consecutivas y en Suiza logró la posición #64.
Cabe destacar que esta canción fue un gran impulso, en cuanto a ventas del álbum, ya que debido a su gran rendimiento en listas, el álbum "Thalía" logró ubicarse en las primeras posiciones de varios países.
Caso que fue reforzado con su siguiente sencillo «No me enseñaste». Un ejemplo claro fue la introducción del álbum a listas importantes como la de Billboard Hot 200 dónde el álbum se ubicó en la posición #11.

## Versiones
Sencillo en CD
- «Tú y yo» [Álbum Versión] - 3:43
- «Tú y yo» [versión balada] - 3:33

Sencillos Extras
- «Tú y yo» [Álbum Versión] - 3:43
- «Tú y yo» [cumbia remix] (feat. Kumbia Kings) - 3:52
- «Tú y yo» [Cumbia Norteña] - 3:44
- «Tú y yo» [versión balada] - 3:33
- «Tú y yo» [máster en cama largo remix] - 9:46
- «Tú y yo» [máster en cama remix radio edit] - 4:36

Oficial Remezclas / Remixes
- Álbum Versión
- Versión balada
- Cumbia Remix (feat. A.B. Quintanilla y Kumbia Kings)
- Cumbia Norteña
- Versión Latina (Unreleased)
- Máster's At Bed Mix
- Máster's At Bed Radio Edit
- Mexican Versión/Video
- Versión Inglés

## Posiciones
| Listas (2001 - 2002)           | Posición |
| ------------------------------ | -------- |
| Estados Unidos Latin Pop Songs | 1        |